# かける
「かける」は、ゆずの配信限定シングル。2015年7月1日にセーニャ・アンド・カンパニーから配信された。

## 収録曲
1. かける
  - 作詞・作曲：北川悠仁  / beat & rhythm conductor：tofubeats / 編曲：Taiyo Doki & 稲葉貢一 & ゆず

日本生命CMソング。ゆずにとって「虹」（2009年）、「with you」（2012年）、「ヒカレ」（2014年）に続く同タイアップ。（ゆず側からは公式にはアナウンスされていないが「守ってあげたい」も起用されている。）
ギタリストとしてTaiyo Dokiが参加している。
MVは渋谷O-EAST屋上にて撮影され、ドローンで渋谷を空撮した。杉咲花も出演している。